# بارکالدین، کوئینزلند
بارکالدین (به انگلیسی: Barcaldine) یک شهرک در استرالیا است که در Barcaldine Region واقع شده‌است.